# Chiesa di San Filippo Neri (Forlì)
La chiesa di San Filippo Neri è una chiesa della città di Forlì costruita nell'area dove anticamente era stato eretto il palazzo degli Orsi, distrutto per volere di Caterina Sforza nel 1488: infatti la chiesa sorge proprio nell'incrocio della via Guasto degli Orsi e via Giorgina Saffi, che, proseguendo verso il San Domenico, prende il nome di via Caterina Sforza.

## Caratteristiche
La chiesa ha una facciata molto semplice ed esternamente appare molto più piccola da come si può notare dall'interno, ricco di stucchi e di affreschi.
Il tempio ha una pianta a croce latina ad unica navata con due cappelle per lato.
All'incrocio della navata centrale col transetto si trovano, nei piloni, quattro grandi statue di Luigi Acquisti: L'Umiltà, L'Amore del prossimo, La Carità, Il Disprezzo delle grandezze terrene (1780 circa).
La base di un pozzo è situata al centro della navata, anticamente posta all'interno dell'antico Palazzo degli Orsi e riportata alla luce durante gli ultimi restauri di consolidamento avvenuti dopo il 2000, in cui sono stati trovati i dadi da gioco dell'epoca.
All'interno, le storie di San Filippo Neri sono di Agostino Mitelli e di Angelo Michele Colonna.

## Storia
La prima chiesa venne eretta fra il 1642 e il 1648 per volontà di Fabrizio Dall'Aste. Nel 1650 alla chiesa venne aggiunto anche il convento dei filippini demolito poi nel 1969 per far posto all'attuale scuola elementare Diego Fabbri.
Nel 1780 venne messo in atto un restauro della chiesa che le donò l'attuale aspetto.
Dal 1821 al 1859 il complesso di San Filippo Neri venne abitato dai Gesuiti, nel 1926 venne trasformata in un magazzino e solamente i restauri messi in atto nel 1990 rimisero in pristino l'edificio.